# Kossuth Hírlapja
A Kossuth Hírlapja (korabeli helyesírással Hirlapja) egy magyar politikai napilap volt, amelyet Kossuth Lajos pénzügyminiszter korában saját orgánumaként alapított és saját programjával indított meg 1848 július 1-jén, 4000 előfizetővel. Bajza József volt a szerkesztője. A vezércikkeket - amelyek egyre ritkábban jelentkeztek - Kossuth Lajos írta. A lap 1848. december 31-ig jelent meg minden addigi magyar lapnál nagyobb íven, gyakran félív melléklettel. Összesen 156 száma volt; 1848. novemberében  már 5153 példányban járt az előfizetőknek.

## Közreműködők
- Ábrányi (Eördögh) Emil,
- Garay János,
- Hunfalvy Pál,
- Szabó Károly,
- Szathmáry Károly,
- Szeberényi Lajos,
- báró Wesselényi Miklós

## Folytatása
A Futár 1849. július 1-jén, egy alkalommal megjelent politikai lap volt, a Kossuth Hírlapja folytatása. Közölte Kossuth Lajosnak a Pest felszabadítása után kiadott, A nemzet kormánya című kiáltványát. Programját  szerkesztője, Bajza József ismertette a lapban. (Ez volt Bajza utolsó publicisztikája.) 